# WordPerfect

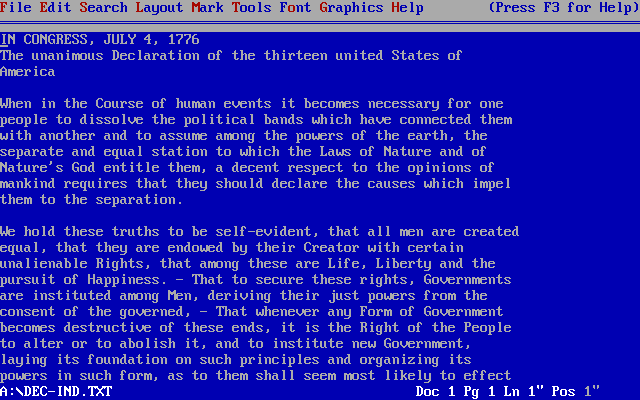
WordPerfect 5.1 для DOS

WordPerfect — текстовый процессор для электронной обработки текстов, первоначально разработанный компанией WordPerfect Corporation.

## История
Пик популярности WordPerfect приходится на конец 1980-х — начало 1990-х годов. В это время программа фактически являлась стандартным текстовым редактором, позже была вытеснена с рынка редактором Microsoft Word. 

Хотя версия для MS-DOS была самой известной, секрет популярности WordPerfect заключался в том, что программа была доступна для целого ряда платформ и операционных систем, включая Mac OS (для Apple IIe, Apple IIgs), Linux, самые популярные версии Unix, VMS, Data General, System/370, AmigaOS, Atari ST, OS/2 и NeXTSTEP. Существует портированная на Java версия. 
До появления OpenOffice.org WordPerfect, вероятно, был первым платформо-независимым офисным приложением.
После приобретения в 1994 году программы компанией Novell у фирмы Borland, а затем — перепродажи в 1996 году компании Corel, WordPerfect входит в состав офисного пакета WordPerfect Office. В то же время прекратилась разработка данной программы для иных платформ — Linux, Macintosh и др.
Последняя версия пакета — Word Perfect Office X9 (2018).

### Amiga
В 1987 году WordPerfect был портирован для Amiga 1000 и обновлён до версии 4.1 на платформе Amiga (несмотря на слухи о прекращении разработки). Однако, версия не была положительно воспринята сообществом пользователей Amiga и продажи коробочных версий провалились. Причиной этого была недостаточная совместимость с возможностями, предоставляемыми AmigaOS. Пользователи сообщили о плохом дизайне программы, схожем с приложениями для MS-DOS. 
Компания Satellite Software, осуществлявшая портирование, подверглась критике за выпуск текстового процессора, изображающего DOS-подобный текстовый видеорежим в системе, изначально разработанной для поддержки графического интерфейса пользователя, где отсутствовал аппаратный знакогенератор.
В 1989 году WordPerfect Corporation прекратила все разработки для Amiga, включая работу над версией PlanPerfect, заявив, что она потеряла 800 000 долларов на этих разработках и не может позволить себе добавить специфическую для Amiga поддержку графического интерфейса и др. системных функций. После того, как клиенты, уже купившие коробочную версию, заявили, что они будут удовлетворены и текстовым процессором, похожим на выпускающийся для MS-DOS, компания возобновила поддержку WordPerfect для Amiga, но прекратила её в 1992 году.

### Unicode
Крупным недостатком данного пакета, не разрешённым до настоящего времени (2021 год), является отсутствие полноценной поддержки Unicode. Если документ на «экзотическом» языке (например, русском или восточноевропейском) создан в WordPerfect X9, его невозможно полноценно конвертировать в Unicode-документ без потери символов.
Причиной является то, что основными целевыми покупателями WordPerfect являются североамериканские юристы, в документах которых поддержка иностранных языков чаще всего требуется в весьма ограниченном объёме или вообще не требуется.